# Lachenalia comptonii
Lachenalia comptonii là một loài thực vật có hoa trong họ Măng tây. Loài này được W.F.Barker mô tả khoa học đầu tiên năm 1930.

## Hình ảnh

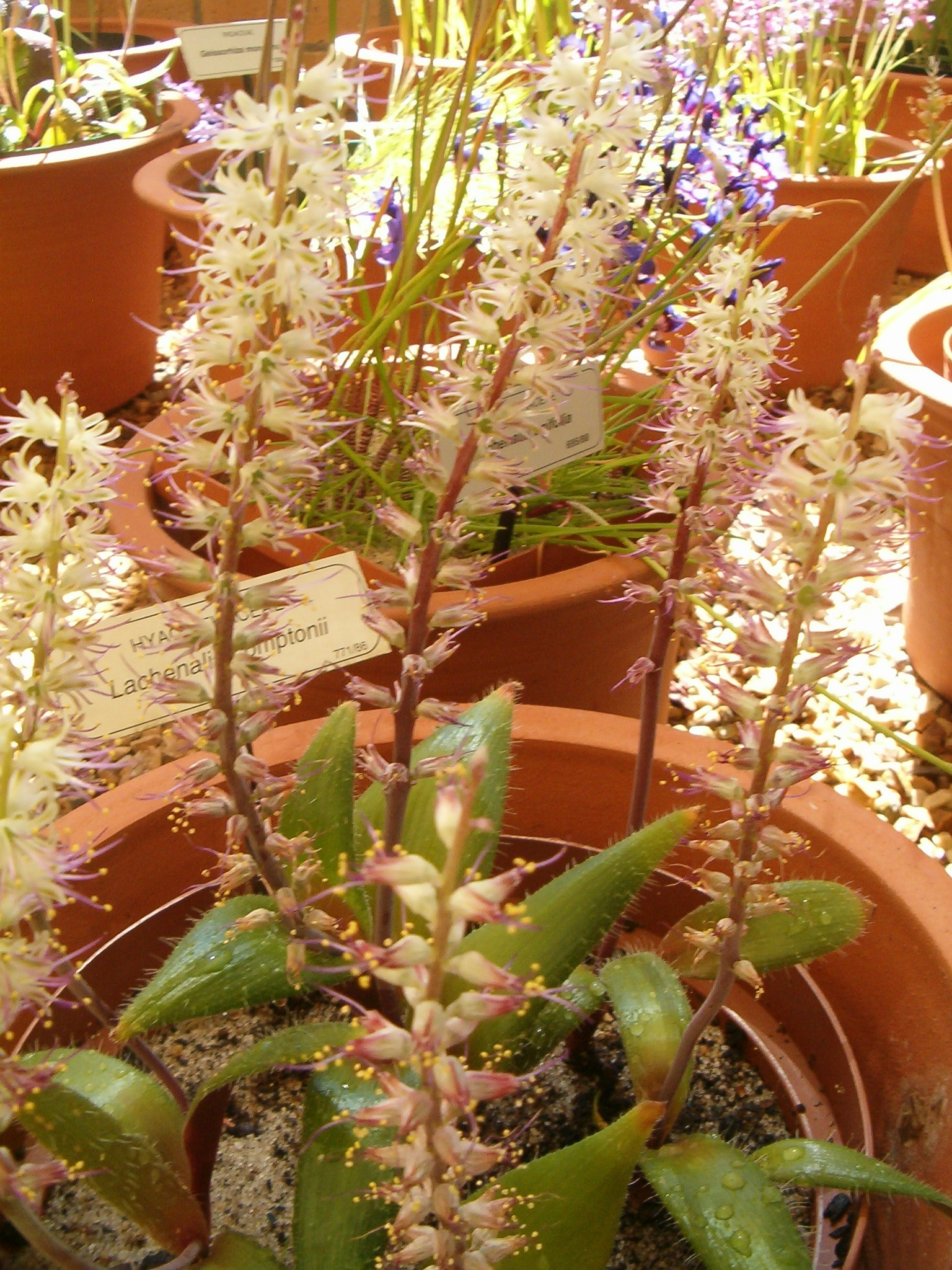
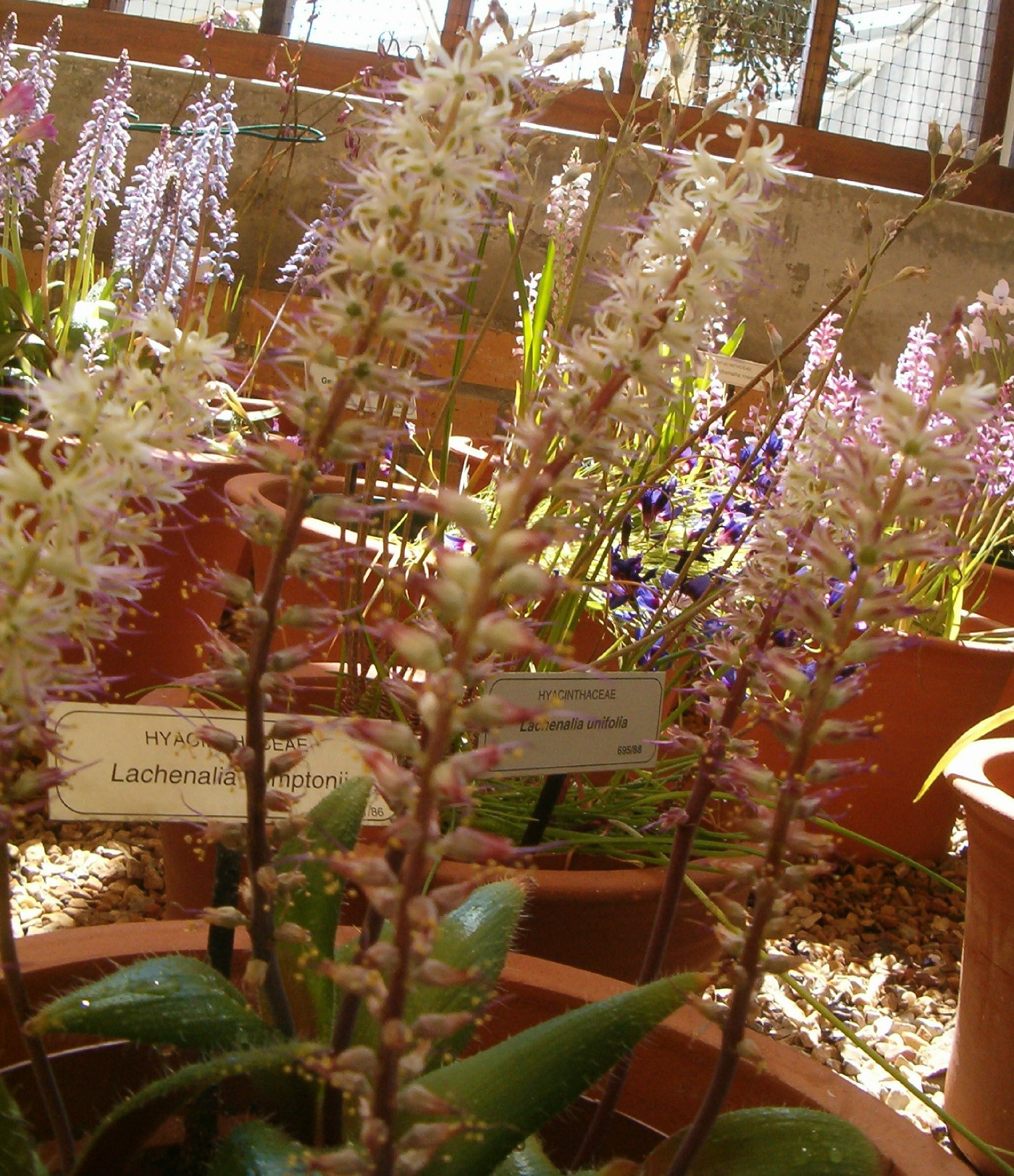
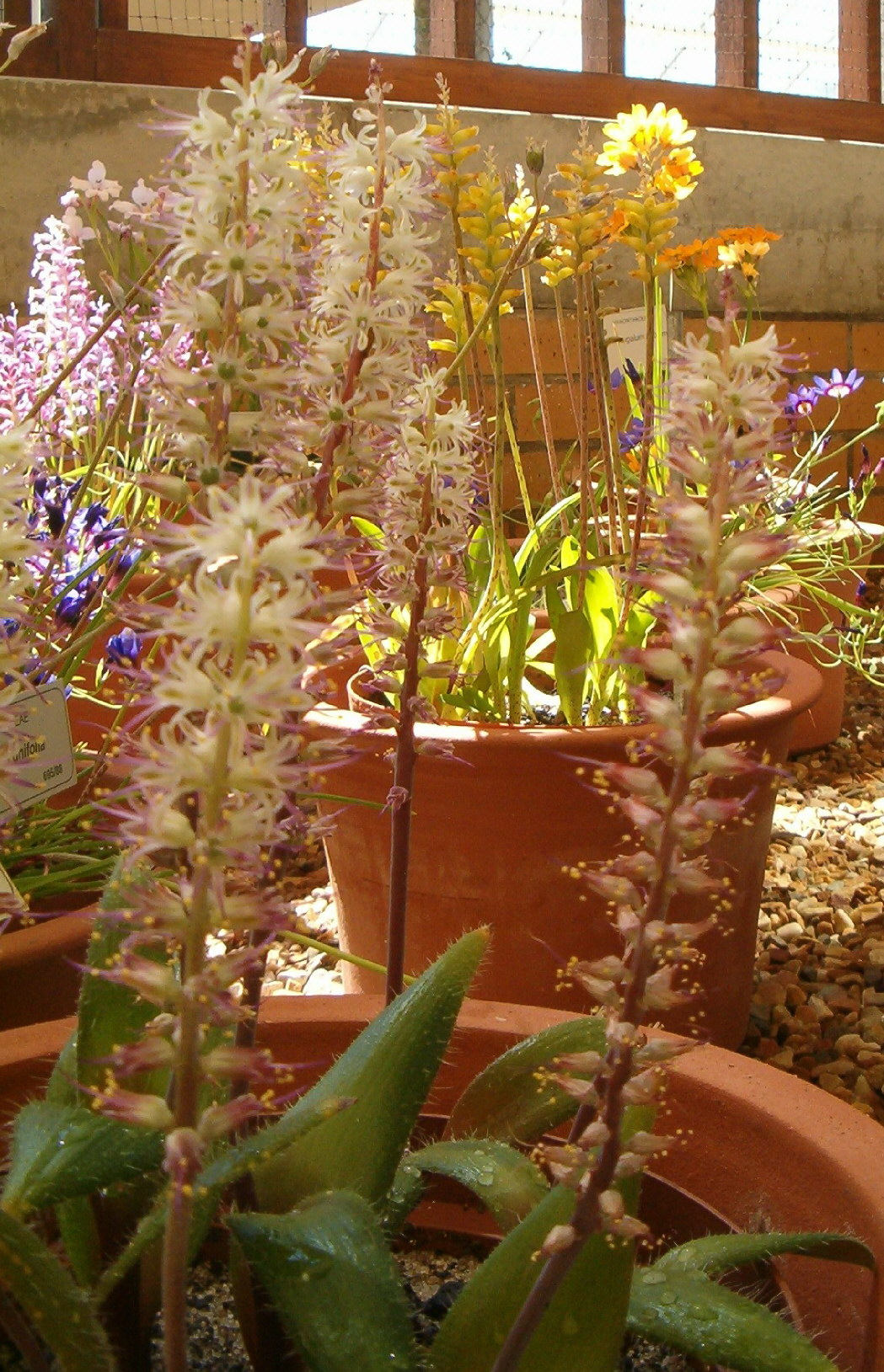